# Mimas griseothoracea
Mimas griseothoracea är en fjärilsart som beskrevs av Cabeau. 1931. Mimas griseothoracea ingår i släktet Mimas och familjen svärmare. Inga underarter finns listade i Catalogue of Life.